# Stockau (Weidenberg)

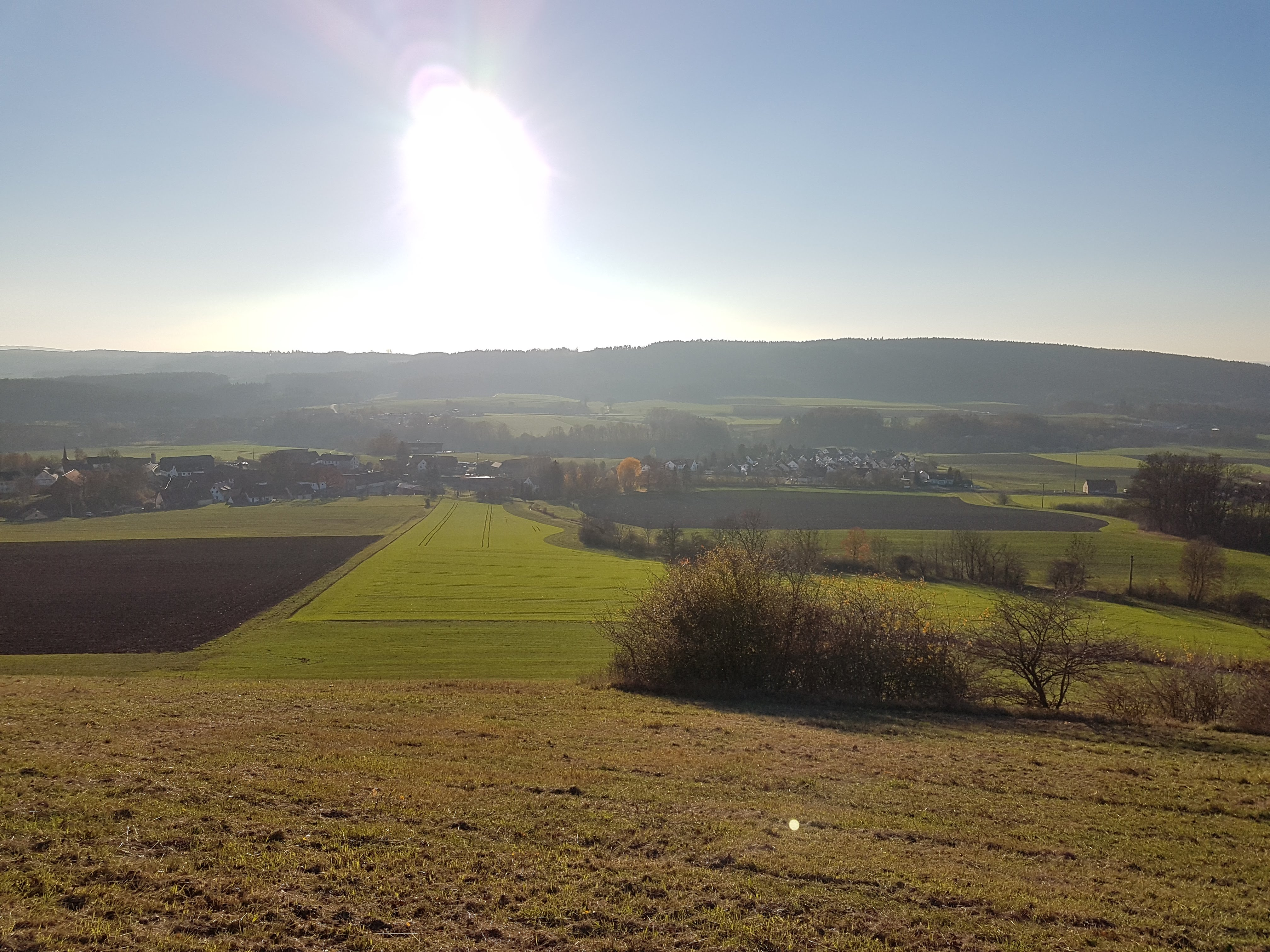
Blick vom Pensen auf den Ort

Stockau ist ein Dorf in der oberfränkischen Marktgemeinde Weidenberg im Landkreis Bayreuth in Bayern. Das Kirchdorf befindet sich in der Gemarkung Lessau.

## Lage
Das Dorf liegt am Südwesthang des Pensens an dem zur nahen Ölschnitz fließenden Mühlbach zwischen 376 und 411 m ü. NHN.

## Geschichte
Die erste urkundliche Erwähnung des Ortes als „Stohka“ erfolgte am 26. Mai 1129. Bereits damals hatte Stockau eine eigene Kapelle, die später zur Kirche erweitert wurde.
Gegen Ende des 18. Jahrhunderts bestand Stockau aus 15 Anwesen. Die Hochgerichtsbarkeit stand dem bayreuthischen Stadtvogteiamt Bayreuth zu. Die Dorf- und Gemeindeherrschaft hatte das Hofkastenamt Bayreuth. Grundherren waren das Hofkastenamt Bayreuth (2 Höfe, 7 Halbhöfe, 1 Söldengut mit Schmiede, 1 Mühle) und die Superintendentur Bayreuth (2 Halbhöfe, 2 Viertelhöfe).
Von 1797 bis 1810 unterstand der Ort dem Justiz- und Kammeramt Bayreuth. Mit dem Gemeindeedikt wurde Stockau dem 1812 gebildeten Steuerdistrikt Neunkirchen am Main zugewiesen. Zugleich entstand die Ruralgemeinde Stockau. Sie war in Verwaltung und Gerichtsbarkeit dem Landgericht Bayreuth zugeordnet und in der Finanzverwaltung dem Rentamt Bayreuth. Mit dem Gemeindeedikt von 1818 erfolgte die Eingemeindung nach Lessau.
Am 1. Dezember 1863 wurde die die Ortschaft tangierende Bahnstrecke Weiden–Bayreuth eröffnet, die Stockau in den alten Dorfkern und ein westlich der Bahn entstandenes Neubaugebiet teilt. 1874 wurde zwischen Stockau und dem nahen Glotzdorf eine Bahnstation angelegt, die nach einem Ausbau zum Bahnhof 1936 von Glotzdorf in Stockau umbenannt wurde. 1875 wurde die Freiwillige Feuerwehr gegründet.
Am 1. Januar 1972 wurde Stockau im Zuge der Gebietsreform in Bayern in die Gemeinde Weidenberg eingegliedert.

### Baudenkmäler
- Evangelische Filialkirche St. Matthäus[9]

### Einwohnerentwicklung
| Jahr      | 001819 | 001822 | 001861 | 001871 | 001885 | 001900 | 001925 | 001950 | 001961 | 001970 | 001987 | 002016 | 002020 |
| Einwohner | 131    | 141    | 154    | 158    | 172    | 160    | 108    | 195    | 141    | 127    | 190    | *275   | *259   |
| Häuser    |        | 16     |        |        | 22     | 24     | 19     | 22     | 26     |        | 50     |        |        |
| Quelle    | [ 11 ] | [ 6 ]  | [ 12 ] | [ 13 ] | [ 14 ] | [ 15 ] | [ 16 ] | [ 17 ] | [ 18 ] | [ 19 ] | [ 20 ] |        | [ 1 ]  |

## Religion
Stockau ist seit der Reformation evangelisch-lutherisch geprägt und nach St. Laurentius (Neunkirchen am Main) gepfarrt.

## Verkehr

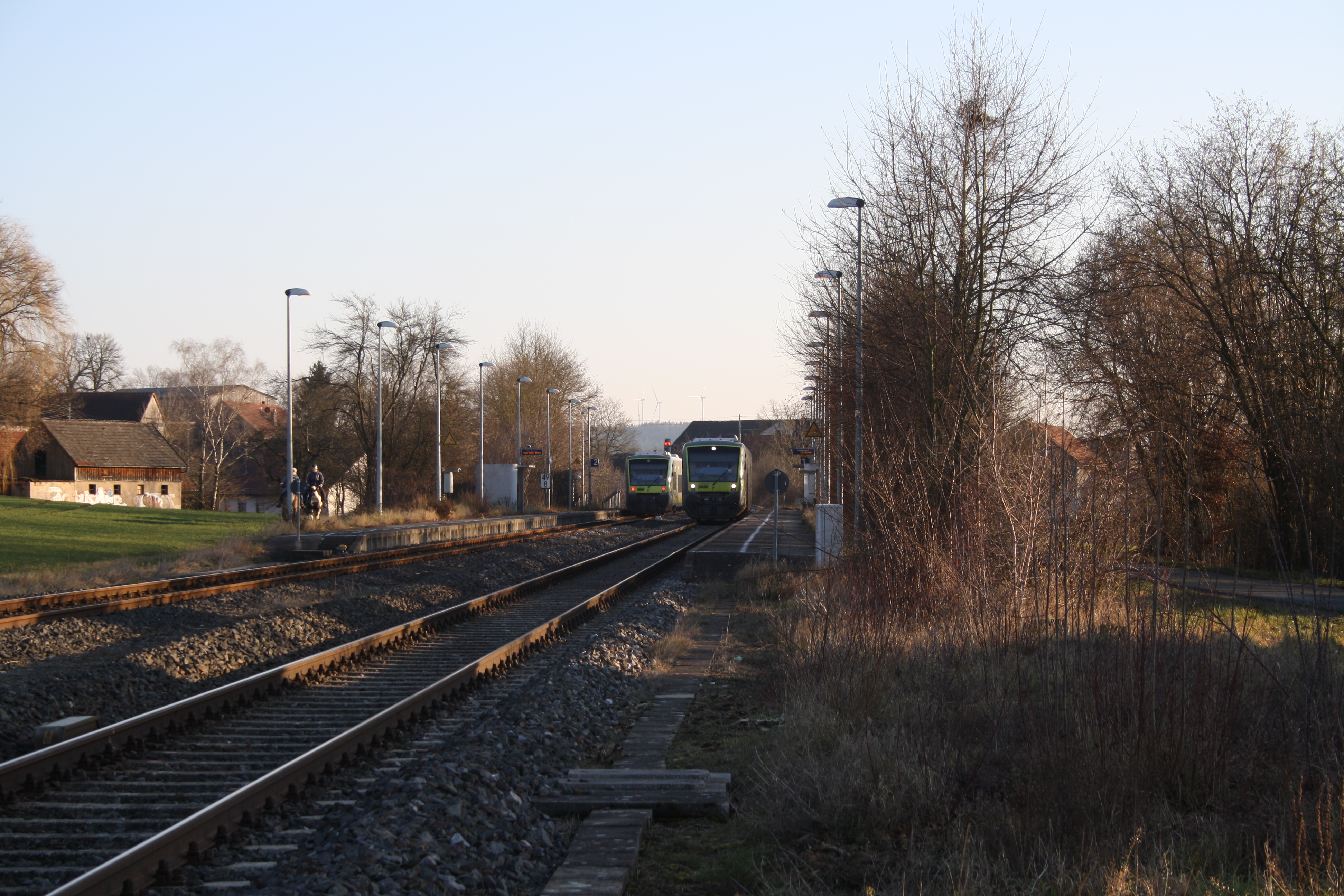
Zugkreuzung im Bahnhof Stockau

Stockau ist durch seinen Bahnhof am Ortsrand über die Bahnstrecke Weiden–Bayreuth an den Schienenverkehr angeschlossen. Bedient wird der zweigleisige Kreuzungsbahnhof durch die VGN-Linien RB 97 und RB 34.
Stockau liegt an der Straße von Neunkirchen am Main nach Lessau, über die – und die abzweigende Straße nach Letten – man die nahe Bundesstraße 22 in die Richtungen Bayreuth und Weiden wie auch die Staatsstraße 2463 nach Weidenberg erreicht.

## Öffentliche Einrichtungen
Der Brandschutz ist durch die im Ort ansässige Freiwillige Feuerwehr Stockau, welche sich 1875 gründete, gewährleistet. Im Ort befindet sich ein Gemeindehaus der evangelischen Kirchengemeinde.